# Luís Cavalcanti Sucupira
Luís Cavalcanti Sucupira (Fortaleza, 11 de maio de 1901 – Fortaleza, 11 de julho de 1997) foi um político brasileiro. Exerceu o mandato de deputado federal constituinte pelo Ceará em 1934.

## Biografia
Filho de Carolino Sucupira e de Maria Edwiges Cavalcanti Sucupira. Descendia de duas tradicionais famílias nordestinas, os Fernandes Vieira e os Tristão Araripe. Iniciou seus estudos em 1913 no Colégio Colombo, em Fortaleza, cursando o secundário no Colégio Cearense dos Irmãos Maristas. Concluídos seus estudos, foi aprovado em concurso do Ministério da Fazenda para o cargo de inspetor da Alfândega do Ceará.
Foi casado com Maria Nilda Rabelo Sucupira, descendente do general Marcos Franco Rabelo, presidente do Ceará entre 1912 e 1916. Viúvo em 1965, contraiu segundas núpcias com Maria Núbia Rabelo Sucupira, irmã de sua primeira esposa. Teve 11 filhos, todos de seu primeiro casamento.
Exerceu o magistério como professor de vários colégios de Fortaleza e do Rio de Janeiro, entre os quais, Colégio Cearense, Imaculada Conceição, Dorotéias e Sacré Couer de Marie; fundador e mestre da Faculdade Católica de Filosofia de Fortaleza, diretor do Curso de Jornalismo e professor da Faculdade de Ciências Econômicas da UFC e do Instituto Católico de Estudos Superiores, do Rio de Janeiro.

## Carreira política
Jornalista, foi redator do periódico O Nordeste a partir de 1922. Neste ano, através de decreto presidencial, foi removido para o Tribunal de Contas da União, no Rio de Janeiro. Este tribunal designou-o para ser seu delegado em Pernambuco e, posteriormente, no Ceará, funções que desempenhou entre 1923 e 1930, ano em que deixou a redação de O Nordeste. Depois da Revolução de 1930 foi chefe da delegação do Tribunal de Contas de Alagoas em 1931. Voltando ao tribunal, no Rio de Janeiro, em 1932, passou a servir no gabinete do presidente da instituição, Agenor de Roure. No final deste último ano, foi requisitado para trabalhar no gabinete do ministro da Viação e Obras Públicas, José Américo de Almeida (1930-1934).
No pleito de maio de 1933 foi o deputado mais votado por seu estado à Assembleia Nacional Constituinte na legenda da Liga Eleitoral Católica (LEC), com o apoio da Associação de Funcionários Públicos Federais do Ceará. Assumindo sua cadeira em novembro do mesmo ano, participou dos trabalhos constituintes e, com a promulgação da nova Carta em 16 de julho de 1934, teve o seu mandato prorrogado até maio do ano seguinte. Como deputado constituinte, foi o responsável pelo projeto de que resultou o Decreto nº 7, de 20 de dezembro de 1934, que instituiu o 7 de setembro como Dia da Pátria. Em outubro de 1934 foi eleito suplente de deputado federal pelo Ceará.
Deixando a Câmara ao final de seu primeiro mandato, foi convocado a ocupar uma cadeira em julho de 1937. Em 10 de novembro desse ano, com o advento do Estado Novo, que suprimiu os órgãos legislativos do país, perdeu seu mandato e deixou a vida política. A partir de então retornou ao serviço público, trabalhando na alfândega do Rio de Janeiro, onde foi designado para membro do Conselho Superior de Tarifa. Em 1941, terminado o período de sua permanência neste conselho, Sucupira passou a ocupar o cargo de inspetor da Alfândega no Ceará.
Em 1946, assumiu a Secretaria de Fazenda do Ceará, durante a interventoria de Pedro Firmeza, permanecendo à frente desta pasta mesmo após a substituição de Firmeza pelo coronel Machado Lopes, ainda em 1946. Como secretário, assumiu em duas ocasiões, em 1946 e em 1947, o cargo de interventor federal no Ceará. De volta à Inspetoria da Alfândega, em 1954 aposenta-se por tempo de serviço. Desta data em diante, não mais ocupou cargos públicos, passando a dedicar-se às atividades literárias e ao magistério.
Como jornalista, foi redator e diretor do Nordeste, de Fortaleza; redator-chefe do jornal A União, no Rio de Janeiro; redator-secretário da revista A Ordem, do Rio de Janeiro; diretor do jornal O Estado, de Recife, e do jornal A Fortaleza, além de diretor da revista Vicentina, de Fortaleza, e redator da Agência Brasileira de Notícias. Colaborou ainda nos órgãos Nova Era e Imprensa.

## Obras
- Equatoriais (1917),
- Curso de ação católica (1934),
- O dever da mocidade (1934),
- O livro que não foi escrito (1936),
- A vida de Santa Edwiges (1941),
- Programa da economia política (1941),
- A missão do Estado e os deveres do contribuinte (1942),
- “Ozanan”: a juventude em ação (1970).

## Homenagens
Foi membro da Academia de Ciências e Letras do Ceará, do Instituto do Ceará, sócio-fundador da Associação Brasileira de Imprensa (ABI), presidente da Ação Universitária Católica do Distrito Federal, presidente da Liga dos Professores Católicos do Ceará e membro- fundador do Sindicato dos Jornalistas do Ceará. Fundou e presidiu a Congregação Mariana de São Cristóvão, no Rio de Janeiro, e foi membro da União de Moços Católicos do Ceará. Fundou, e também presidiu, a Associação Cearense de Imprensa (ACI).
- Recebeu o Troféu Sereia de Ouro do Grupo Edson Queiroz,[12]
- Comendador da Ordem de São Gregório Magno da Santa Fé;
- Doutor Honoris Causa das Faculdades Integradas de Campo Grande, Rio de Janeiro;
- Medalha da Abolição, do governo do estado do Ceará;
- Medalha Justiniano de Serpa, do governo do estado do Ceará;
- Medalha Clóvis Beviláqua, do Ministério de Educação;
- Medalha do Pacificador, do Ministério do Exército;
- Medalha Barão de Studart, do Instituto do Ceará;